# سينت أوداروده
سينت أوداروده Sint-Oedenrode  بلدية وبلدة بمقاطعة شمال برابنت، جنوبي هولندا.

## طوبوغرافيا
خريطة طوبوغرافية هولندية لبلدية سينت أوداروده، يونيو 2015، (تقرأ بعد ثلاث نقرات على الخريطة).

## توأمة
لسينت أوداروده اتفاقيات توأمة مع:
- آلتسناو اين اونترفرانكن

## أعلام
- نيكي كركوف